# Erik Rasmussen (Fußballspieler)
Erik Sandvad Rasmussen (* 24. Dezember 1960 in Brøndby) ist ein ehemaliger dänischer Fußballspieler und heutiger -trainer.

## Spielerkarriere
Erik Rasmussen stammt aus der Jugendabteilung des damaligen Erstligisten Køge BK, wo er 1977 in die erste Mannschaft berufen wurde. Zwei Jahre später wechselte er zum Stadtrivalen Herfølge BK, kam aber nach weiteren zwei Jahren wieder zu seinem Stammverein zurück. 1984 begann Rasmussens Hallenfußball-Karriere in den USA. Bei den Wichita Wings aus Kansas City avancierte der Däne zum Topstar und erhielt zahlreiche Auszeichnungen und den Spitznamen “the wizard” (zu deutsch: der Zauberer). In der Saison 1987/88 bekam er die Titel für den besten Torschützen sowie den wertvollsten Spieler. Nach dieser letzten Erfolgssaison kam Rasmussen zurück nach Dänemark und spielte zunächst ein Jahr bei BK Frem København und dann ein Jahr bei Brøndby IF. Es folgte eine eher kurzzeitige Station bei Baltimore Blast, einem weiteren US-amerikanischen Hallenfußballverein sowie bei Helsingør IF im Jahre 1992. Danach wechselte der Stürmer wieder zurück zu seinem Jugendverein Køge BK und blieb dort bis 1997. Von 1997 bis 1999 ging Rasmussen noch einmal in die USA, um zwei weitere Jahre Hallenfußball bei den bereits bekannten Vereinen Wichita Wings und Baltimore Blast zu spielen.

## Nationalmannschaft
Für die dänische Fußballnationalmannschaft bestritt Rasmussen zwei Einsätze. Am 10. Oktober 1990 wurde er beim 4:1-Sieg gegen die Färöer in der 74. Minute eingewechselt. Sein zweiter Einsatz war am 5. Juni 1991 beim 2:1-Sieg der Dänen über Österreich. Auch hier kam Rasmussen als Joker zum Einsatz und wurde in der 78. Minute eingewechselt.

## Trainerkarriere
In der Saison 1999/00 startete Erik Rasmussen bei einem kleinen dänischen Verein aus Skælskør seine Trainerkarriere. 2000 übernahm er das Traineramt beim zweimaligen dänischen Meister Næstved BK, die er drei Jahre lang trainierte. Seit Januar 2004 war er Coach des erst 1999 gegründeten Vereins FC Midtjylland. Mit den Wölfen erreichte er 2005 das dänische Pokalfinale (0:3 gegen Brøndby IF verloren) und wurde 2006/07 Vizemeister der Superliga. Am Ende der Saison 2007/08 verließ er Midtjylland aus persönlichen Gründen, Anfang 2009 übernahm er dann Aarhus GF.